# Schönau (Frohburg)
Schönau ist ein Ortsteil der Stadt Frohburg im Landkreis Leipzig (Freistaat Sachsen). Er wurde am 1. Oktober 1948 nach Nenkersdorf eingemeindet, mit dem er am 1. Januar 1999 zur Stadt Frohburg kam. Seitdem bildet er mit Nenkersdorf die Ortschaft Nenkersdorf/Schönau.

## Geografie

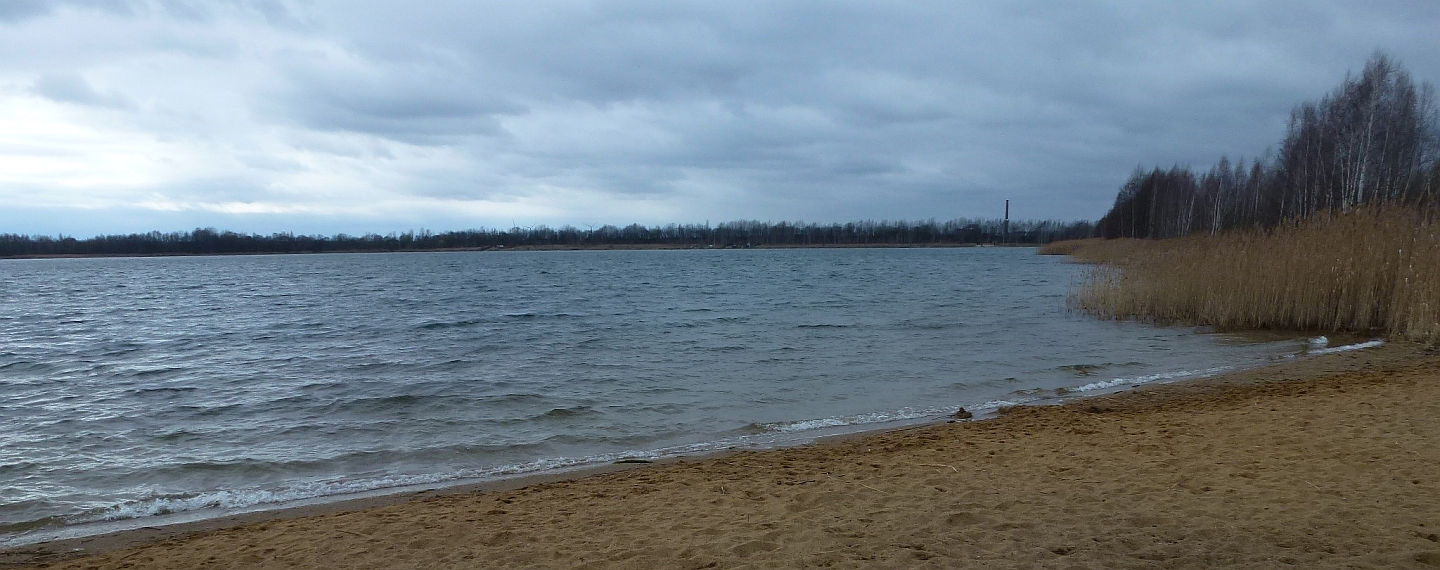
Harthsee bei Schönau

### Geografische Lage und Verkehr
Schönau liegt in der Leipziger Tieflandsbucht nördlich von Frohburg am Ostrand des ehemaligen Tagebaus Borna-Ost. Dessen geflutetes Restloch südwestlich von Schönau bildet heute den Harthsee. Nordwestlich der Ortslage Schönau liegen zwei weitere ehemalige Restlöcher, von denen eines den Namen „Harald-Krug-See“ trägt. Im Norden von Schönau befindet sich der Bockwitzer See.
Westlich von Schönau verläuft die zur S 51 herabgestufte B 95, parallel zu dieser die A 72, im Norden die Bundesstraße 176. Östlich des Orts führt die Trasse der stillgelegten Bahnstrecke Borna–Großbothen vorbei. Der nächste Bahnhof befindet sich heute in Frohburg an der Bahnstrecke Neukieritzsch–Chemnitz, auf der auch die S-Bahn Mitteldeutschland nach Geithain verkehrt.

### Nachbarorte
| Zedtlitz              |                                             | Flößberg  |
|                       | Kompassrose, die auf Nachbargemeinden zeigt | Prießnitz |
| Neukirchen, Bubendorf | Nenkersdorf                                 |           |

## Geschichte

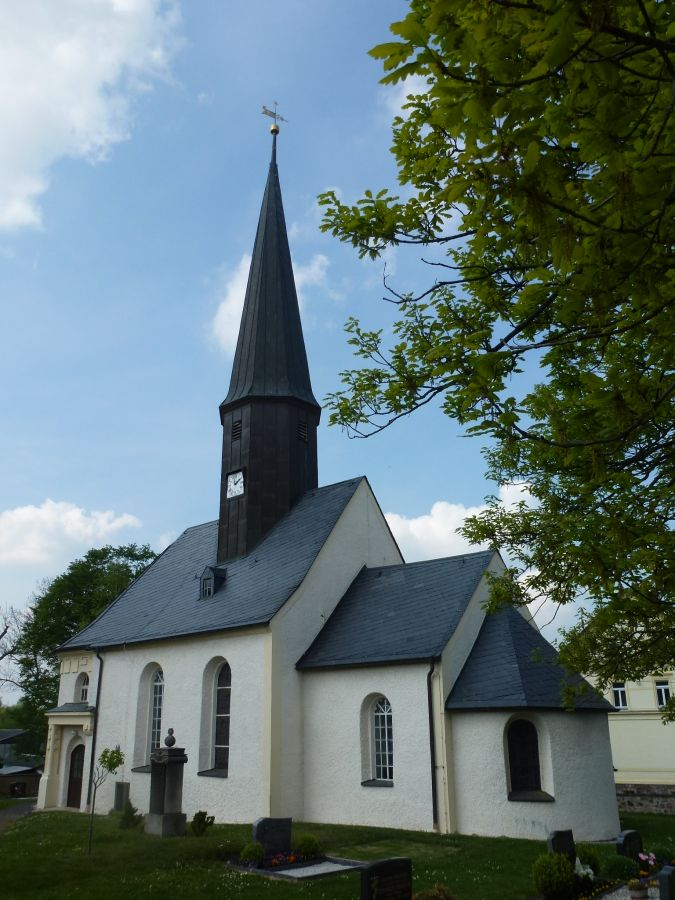
Kirche von Schönau

Das Gassengruppendorf Schönau wurde im Jahr 1350 als in Schonow(e) erwähnt. Bezüglich der Grundherrschaft unterstand der Ort um 1548 anteilig zum Rittergut Beucha, den Pfarren Zedtlitz, Frohburg und Neukirchen, sowie als Amtsdorf zum Amt Borna. Um 1764 unterstand Schönau dem Rittergut Prießnitz. Die Kirche des Orts wurde bereits um 1500 erwähnt. 
Schönau lag bis 1856 im kursächsischen bzw. königlich-sächsischen Amt Borna. Ab 1856 gehörte Schönau zum Gerichtsamt Borna. 1875 wurde der Ort der Amtshauptmannschaft Borna angegliedert. Schönau besaß zwischen 1937 und 1947 einen eigenen Bahnanschluss, der jedoch mit dem Streckenabbau der noch sehr jungen Bahnstrecke Borna–Großbothen als Reparationsleistung an die Sowjetunion nach dem Zweiten Weltkrieg ein jähes Ende fand.
Schönau wurde am 1. Oktober 1948 nach Nenkersdorf eingemeindet. Durch die zweite Kreisreform in der DDR im Jahr 1952 wurde Schönau als Teil der Gemeinde Nenkersdorf dem Kreis Geithain im Bezirk Leipzig angegliedert. Der 1960 eröffnete Tagebau Borna-Ost veränderte die Landschaft westlich von Schönau erheblich. Bereits der erste Abraumschnitt des Baufelds I durchtrennte im Jahr 1961 die Ortsverbindung zwischen Zedtlitz und Schönau. Weitere Auswirkungen auf den Ort hatten die Baufelder III und IV, die zwischen 1977 und 1983 den Bereich westlich von Schönau abbaggerten. Im ersten Abraumschnitt des Baufelds IV waren davon zwischen 1979 und 1981 die Auen von Schönauer Bach und Harthbach betroffen. Dadurch wurden auch die Ortsverbindung von Neukirchen nach Schönau gekappt. Der Tagebau Borna-Ost kam 1983 in einer Entfernung von 500 Metern zum östlichen Ortsrand von Neukirchen zum Stillstand. Nachdem die Verkippung abgeschlossen war, verblieb im südlichen Bereich des Baufelds IV das „Restloch Nenkersdorf“, welches nach der Renaturierung heute als Harthsee bezeichnet wird. Die westlich von Schönau gelegenen kleineren Restlöcher sind zu Seen geworden, die dem Naturschutz vorbehalten sind. Die Ortsverbindung nach Zedtlitz entstand mit der K 7933 neu.
Seit 1990 gehörte Schönau als Ortsteil der Gemeinde Nenkersdorf zum sächsischen Landkreis Geithain, der 1994 im Landkreis Leipziger Land und 2008 im Landkreis Leipzig aufging. Am 1. Januar 1999 wurde Nenkersdorf mit seinem Ortsteil Schönau in die Stadt Frohburg eingemeindet, wodurch die beiden Dörfer Ortsteile von Frohburg wurden. Beide Orte machten von der Möglichkeit Gebrauch, einen Ortschaftsrat zu bilden. Seitdem vertritt der Ortschaftsrat Nenkersdorf/Schönau die Interessen beider Orte.

## Sehenswürdigkeiten

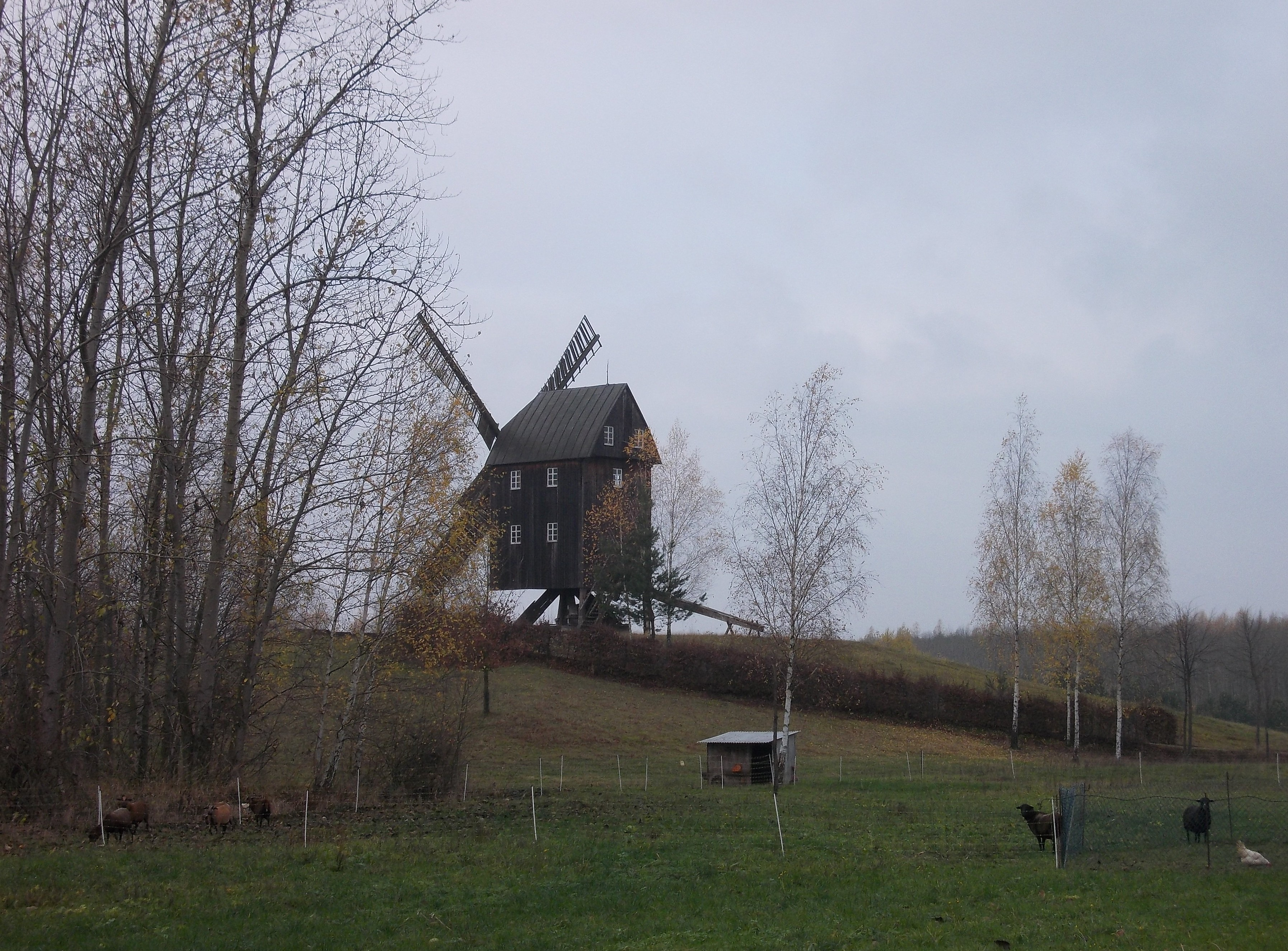
Breunsdorfer Bockwindmühle in Schönau

Neben der Kirche in Schönau ist die Breunsdorfer Bockwindmühle zu nennen. Sie entstand 1862 als Bockwindmühle und war bis 1942 in Betrieb. Im Januar 1986 stürzte das Bauwerk um und wurde daraufhin demontiert. Seit 1995 befindet sie sich als Mühlendenkmal in Schönau.
Der Harthsee hat das Potential, Badegäste aus dem Osten und Süden von Frohburg anzuziehen, da es dort an größeren Badegewässern mangelt.